# Gürtelbahn
Cet article court présente un sujet plus développé dans : Ligne 1a (CFL), Ligne de l'Attert et Ligne 6f (CFL).
Gürtelbahn, en français chemin de fer de ceinture, désigne, au Luxembourg, un ensemble de lignes de chemin de fer ouvertes par la compagnie des chemins de fer Prince-Henri et dont l'ouverture progressive a été poursuivie par la société anonyme luxembourgeoise des chemins de fer et minières Prince-Henri, qui forme une ceinture ferroviaire desservant l'ouest, le nord et l'est du grand-duché en contournant la capitale :
- ligne de Pétange à Esch-sur-Alzette ;
- ligne de Pétange à Ettelbruck (ligne de l'Attert) ;
- ligne d'Ettelbruck à Grevenmacher (ligne de la Sûre).

Au XXIe siècle, seule la ligne de Pétange à Esch-sur-Alzette est encore en service sur son intégralité.